# 아케잔 카제겔딘
아케잔 마그자노비치 카제겔딘(카자흐어: Әкежан Мағжанұлы Қажыгелдин 애케잔 마그자눌르 카즈겔딘, 러시아어: Акежан Магжанович Кажегельдин, 1952년 3월 27일~)은 카자흐스탄의 정치인이다. 1994년 10월 12일부터 1997년 10월 10일까지 카자흐스탄의 제2대 총리를 지냈으며, 많은 사람들이 카자흐스탄의 권위주의에 항의하는 행위로 보았음에도 불구하고 표면적으로는 건강상의 이유로 사임했다. 그는 누르술탄 나자르바예프 대통령을 권위주의, 족벌주의, 인권 침해에 대한 무관심으로 비난했다.
카제겔딘은 서방 세계에서 망명 생활을 하고 있다. 《자유유럽방송》의 애덤 알비온은 카자흐스탄 민주화를 위한 카제겔딘의 노력을 "누르술탄 나자르바예프 카자흐스탄 대통령이 '절대 기꺼이 권력을 공유할 것'이라는 생각에 반항적이고, 대립적이며, 공공연히 경멸한다."고 특징지었다.